# София Адельгейда Баварская
Принцесса София Адельгейда Людовика Мария Баварская (22 февраля 1875, Поссенхофен, Королевство Бавария — 4 сентября 1957, Замок Зеефельд, Бавария) — баварская принцесса из династии Виттельсбахов, после брака графиня Тёрринг-Йеттенбах.

## Жизнь

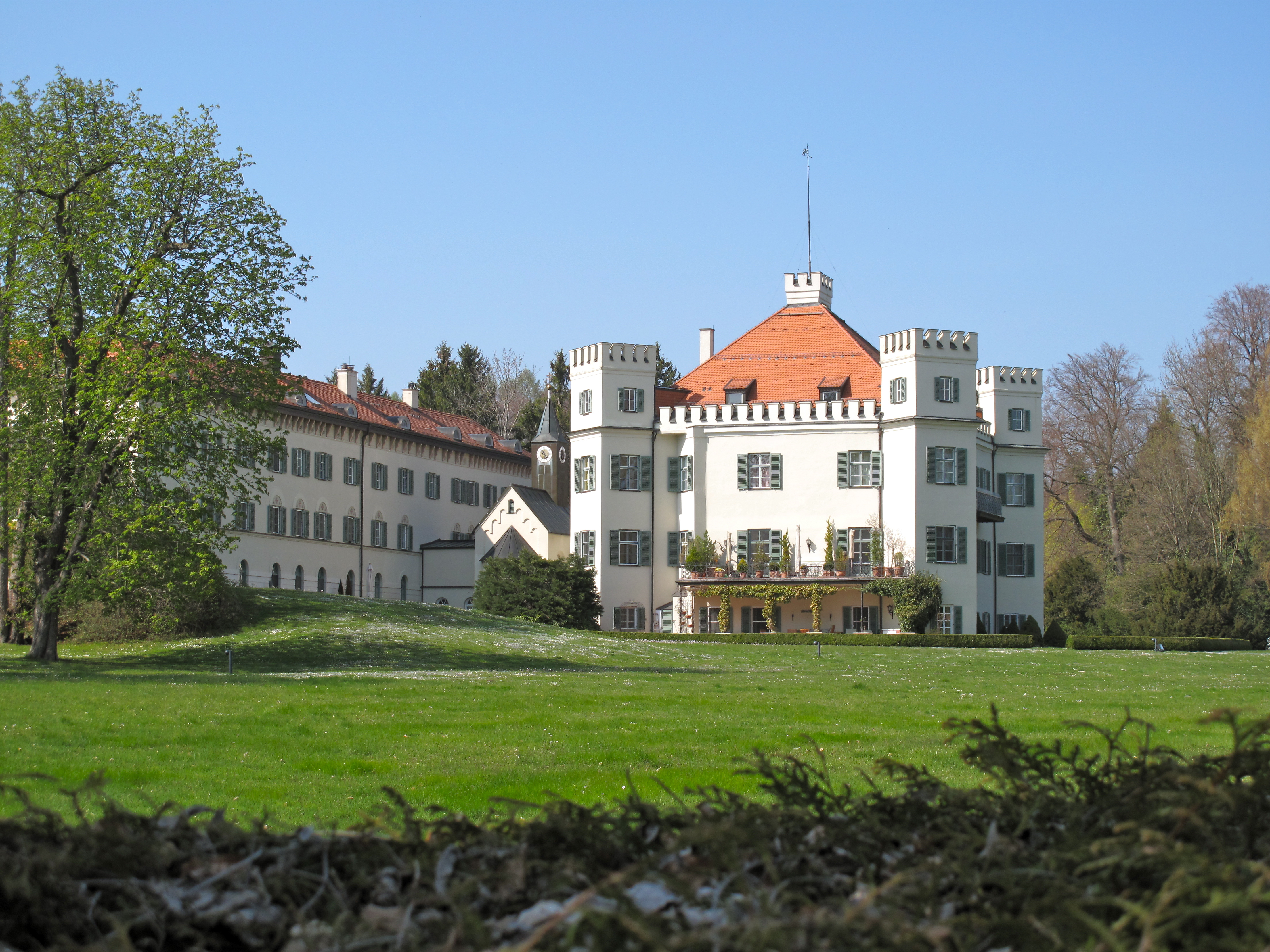
Пассенхофен

София Адельгейда Людовика Мария Баварская родилась в Пассенхофене 22 февраля 1875 года. Её родителями были Карл Теодор Баварский и португальская инфанта Мария Жозе, дочь свергнутого короля Мигеля I и Аделаиды Лёвенштейн-Вертгейм-Розенбергской. Она была старшим ребёнком и дочерью в семье. Родными сёстрами Софии были Елизавета Баварская, королева Бельгии и Мария Габриэла, супруга кронпринца Рупрехта Баварского. Мать, будучи очень религиозным человеком, тщательно следила за образованием дочерей, пыталась привить дочерям чувство ответственности и уважение к традициям и своей религии.
Семья жила в замке Тегернзее, где в 1880 году родители открыли офтальмологическую клинику. Карл Теодор проводил операции, а Мария Жозе ему ассистировала. В 1895 году они приобрели дом в Мюнхене, где открыли еще одну клинику для обездоленных. К тому времени в семье родились два сына: Людвиг Вильгельм и Франц Йозеф.
София Адельгейда 26 июля 1898 года вышла замуж за 36-летнего графа Тёрринг-Йеттенбах Ганса Фейта. Пышная свадьба состоялась в родовом замке жениха Зеефельде. У супругов родилось трое детей:
- Карл Теодор (1900—1967) — граф Тёрринг-Йеттенбах, был женат на принцессе Греческой и Датской Елизавете, имел сына и дочь;
- Мария Жозефа Антония (1902—1988) — замужем за Антоном Воернером, имела двух дочерей;
- Ганс Гериберт (1903—1977) — граф Тёрринг-Йеттенбах, женат на Виттории Линдпейнтер, позже — на баронессе Вальдботт фон Бассенхайм Марии Иммакулате, имел пятерых детей от второго брака.

Весной 1927 года Карл и София выдали замуж дочь Антонию. 28 декабря 1927 года родилась их первая внучка Элеонора София.
Ганс Фейт скончался 29 октября 1929 года. София Адельгейда ушла из жизни 4 сентября 1957 года в замке Зеефельд.